# Feliks Zemdegs

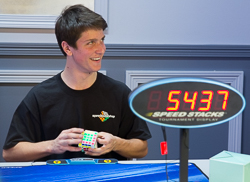
Feliks Zemdegs (2013)

Feliks Aleksanders Zemdegs (/ˈfɛlɪks ˈzɛmdɛɡz/, Melbourne, 20 december 1995) is een Australische speedcuber. Hij is samen met Max Park de enige speedcubers die twee keer het wereldkampioenschap hebben gewonnen. Hij behaalde doorheen zijn carrière meer dan 350 records doorheen verschillende evenementen: 121 wereldrecords, 211 continentale records en 6 nationale records.
*afkorting voor Engels ‘One Handed’ betekent ‘met één hand’.

## Biografie

### Feliks' jeugd
Zemdegs heeft een Letse achternaam en van zijn moeders kant heeft hij Litouwse grootouders. Geïnspireerd door online tutorials op YouTube kocht hij zijn eerste speedcube in april 2008. De eerste officieuze tijd die hij noteerde was 19,73 seconden op 14 juni 2008. Hij gebruikt de Fridrichmethode voor het oplossen van de 3×3×3-kubus. Hij postte rond eind 2008 al enkele van goed gelukte pogingen online. Hij werd hierdoor al snel opgevangen en vele zagen enorme potentie in de toenmalig 12-jarige.

### Competities
De eerste officiële competitie waaraan hij deelnam was de New Zealand Championships in 2009. Hier won hij zes onderdelen, namelijk: 3x3x3, 2x2x2, 4x4x4, 5x5x5, 3x3x3 geblinddoekt en 3x3x3 met één hand, ook behaalde hij hier 12 continentale records en 4 nationale records.
Zijn eerste wereldrecords noteerde hij bij de volgende competitie waar hij aan deelnam, de Melbourne Summer Open van 2010 op 30 januari 2010. Die waren voor het 3×3×3-gemiddelde, waarin hij tevens voor het eerst in de geschiedenis de 10 seconden-barrière overschreed, en het 4×4×4-gemiddelde, respectievelijk 9,21 en 42,01 seconden. Bij deze onderdelen moeten er 5 oplossingen worden gedaan waarbij de snelste en langzaamste tijd worden weggestreept en het gemiddelde van de drie overige oplossingen wordt genomen. Hij behield het wereldrecord voor de 3x3x3 van toen tot 23 april 2017 zonder hem één keer te verliezen, dit deed hij door zijn eigen record 8 keer te verbeteren, waardoor het uiteindelijk eindigde met een tijd van 6,45 seconden. Hij was gelijktijdig wereldrecordhouder in twaalf verschillende onderdelen in mei 2011. 
Tijdens het wereldkampioenschap 2011 in Bangkok, zijn eerste wereldkampioenschap en 12de competitie, won Feliks 4 onderdelen: 2x2x2, 4x4x4, 5x5x5 en 6x6x6. Hij werd derde in zijn hoofdonderdeel 3x3x3, waarna hij na drie succesvolle rondes toch in de finale niet de sterkste bleek te zijn. Hij verbrak dat kampioenschap maar liefst 6 wereldrecords: het 4x4x4 gemiddelde record 2 keer, het 5x5x5 record 2 keer en ten slotte ook nog 2 keer het 5x5x5 gemiddelde record. 
Het volgende wereldkampioenschap in 2013 te Las Vegas won hij het 3x3x3 onderdeel, samen met 4x4x4 en 3x3x3 met één hand. Hij behaalde hier geen wereldrecords, maar wel 12 Oceanische records. Het wereldkampioenschap 2015 in São Paulo was voor hem nogmaals succesvol, aangezien hij met 7 podiumplekken naar huis ging, waaronder viermaal een eerste plaats, en tevens nog twee wereldrecords op de 7x7x7. Twee jaar verder, in Parijs, het wereldkampioenschap 2017, had hij zowel 6 podiumplekken als 6 wereldrecords erbij. Het wereldkampioen 2019 in de stad waar hij woont en is opgegroeid, Melbourne, waarover ook een documentaire is gemaakt op Netflix: ‘De Speedcubers’, was voor Zemdegs voorlopig zijn laatste wereldkampioenschap. Hij behaalde hier slechts één podiumplaats, een derde plek in 5x5. Dit was veruit zijn slechtste wereldkampioenschap tot dan toe, want hij had ook noch een wereldrecord, noch een Oceanisch record.

### Website & Documentaire
Feliks Zemdegs heeft een eigen website, Cubeskills, die allerlei tutorials bevat om de Rubiks kubus zo efficiënt mogelijk op te lossen. Op zijn website zijn, weliswaar in het Engels, documenten met algoritmen en video’s waarin hij uitleg geeft over verschillende elementen te vinden. Er is ook een mogelijkheid om een ‘premium membership’ te verkrijgen, hiermee krijg je  toegang tot meer functies en kan je alles nog sneller leren.
In 2020 kwam zijn documentaire uit, samen met zijn rivaal en vriend Max Park. In de documentaire krijg je een kijk in zijn leven en verleden alsook een diepere weergave van het wereldkampioenschap van 2019.
Begin 2024 bezit hij geen wereldrecord meer, maar wordt hij wel door de hele kubusgemeenschap gezien als één van als niet de allerbeste ooit in de sport.

## Wereldrecords
Overzicht wereldrecords van Feliks Zemdegs.
| Evenementen          | Soort     | Eerste wereldrecord | Recentste wereldrecord | Totaal aantal wereldrecords |
| -------------------- | --------- | ------------------- | ---------------------- | --------------------------- |
| 3x3x3                | Enkel     | 7,03s               | 4,22s                  | 10                          |
| 3x3x3                | Gemiddeld | 9,21s               | 5,53s                  | 13                          |
| 2x2x2                | Gemiddeld | 2,35s               | 2,12s                  | 2                           |
| 4x4x4                | Enkel     | 35,55s              | 19,36s                 | 12                          |
| 4x4x4                | Gemiddeld | 42,01s              | 25,97s                 | 7                           |
| 5x5x5                | Enkel     | 1:02,93s            | 37,93s                 | 16                          |
| 5x5x5                | Gemiddeld | 1:07,59s            | 43,21s                 | 21                          |
| 6x6x6                | Enkel     | 2:05,88s            | 1:20,03s               | 6                           |
| 6x6x6                | Gemiddeld | 2:15,64s            | 1:27,79s               | 8                           |
| 7x7x7                | Enkel     | 2:23,55s            | 2:06,73s               | 5                           |
| 7x7x7                | Gemiddeld | 2:52,09s            | 2:14,04s               | 11                          |
| 3x3x3 (Met één hand) | Enkel     | 11,16s              | 6,88s                  | 4                           |
| 3x3x3 (Met één hand) | Gemiddeld | 14,76s              | 10,21s                 | 5                           |
| 4x4x4 (geblinddoekt) | Enkel     | 3:37,80s            | 3:37,80s               | 1                           |

Gemiddeld: Gemiddelde van 5 oplospogingen waarbij de langzaamste en snelste tijd eruit gefilterd worden

## Officiële persoonlijke records
Overzicht officiële (=behaald gedurende een competitie van de World Cube Association) persoonlijke records van Feliks Zemdegs
| Evenement              | Soort     | Tijd         |
| ---------------------- | --------- | ------------ |
| 3x3x3                  | Enkel     | 4,16s        |
| 3x3x3                  | Gemiddeld | 5,53s        |
| 2x2x2                  | Enkel     | 0,71s        |
| 2x2x2                  | Gemiddeld | 1,54s        |
| 4x4x4                  | Enkel     | 17.98s       |
| 4x4x4                  | Gemiddeld | 21,57s       |
| 5x5x5                  | Enkel     | 37.93s       |
| 5x5x5                  | Gemiddeld | 42,09s       |
| 6x6x6                  | Enkel     | 1:16,54s     |
| 6x6x6                  | Gemiddeld | 1:21,90s     |
| 7x7x7                  | Enkel     | 1:53,62s     |
| 7x7x7                  | Gemiddeld | 2:00,63s     |
| 3x3x3 (geblinddoekt)   | Enkel     | 34,37s       |
| 3x3x3 (geblinddoekt)   | Gemiddeld | 47,13s       |
| 3x3x3 (minste draaien) | Enkel     | 24           |
| 3x3x3 (minste draaien) | Gemiddeld | 27,33        |
| 3x3x3 (Met één hand)   | Enkel     | 6,88s        |
| 3x3x3 (Met één hand)   | Gemiddeld | 9,68s        |
| Megaminx               | Enkel     | 33,11s       |
| Megaminx               | Gemiddeld | 36,65s       |
| Piraminx               | Enkel     | 2,27s        |
| Piraminx               | Gemiddeld | 4,20s        |
| Skewb                  | Enkel     | 2,20s        |
| Skewb                  | Gemiddeld | 5,08s        |
| Square-1               | Enkel     | 8.99s        |
| Square-1               | Gemiddeld | 12,58s       |
| Clock                  | Enkel     | 8,81s        |
| Clock                  | Gemiddeld | 11,80s       |
| 4x4x4 (Geblinddoekt)   | Enkel     | 3:37,80s     |
| 5x5x5 (Geblinddoekt)   | Enkel     | 11:56,00s    |
| 3x3x3 (Multi-blind)    | Enkel     | 11/11 47:01s |

Gemiddeld: Gemiddelde van 5 oplospogingen waarbij de langzaamste en snelste tijd eruit gefilterd worden

## Wereldkampioenschappen doorheen carrière

### World Rubik's Cube Championship 2009
Drie maanden na zijn eerste competitie vond het wereldkampioenschap 2009 plaats in Düsseldorf, Duitsland. Hij nam niet deel aan dit kampioenschap, aangezien hij destijds niet ver wilde reizen voor een kampioenschap. Hij leefde namelijk in Zuid-Oost Australië, dat zo goed als aan de andere kant van de wereld ligt. Hij volgde dit wereldkampioenschap wel op de voet.

### World Rubik's Cube Championship 2011
Twee jaar na het vorige wereldkampioenschap was het alweer tijd voor het daaropvolgende in de Thaise hoofdstad Bangkok. Dit keer was Zemdegs aanwezig. Alvorens de aanvang van dit wereldkampioenschap werd er veel verwacht van de toenmalig 15-jarige. Hij had tevens talrijke wereldrecords verbroken in de periode voor dit kampioenschap, waardoor velen dus verwachtten dat hij dit nogmaals zou doen. Gedurende deze competitie behaalde hij zes nieuwe wereldrecords in twee verschillende domeinen: 4x4x4 en 5x5x5. In zijn hoofdonderdeel, 3x3x3, had hij veel verwachtingen. De eerste drie rondes behaalde hij de eerste plaats. In de eerste ronde had hij een gemiddelde van 8,07 seconden, meer dan een seconde minder dan de tweede plaats. Gedurende zowel de eerste als tweede alsook derde ronde behaalde niemand anders een gemiddeldetijd onder negen seconden, terwijl Zemdegs in de tweede en derde ronde zelfs tweemaal een gemiddelde onder de acht seconde had. In de derde ronde, ook wel de halve finale genoemd, behaalde Zemdegs met zijn gemiddelde tijd zelfs beter dan de rest met hun beste enkel. Na de halve finale ging hijzelf samen met 11 anderen door naar de finale. De gehele competitie had Zemdegs slecht twee keer een tijd boven de 9 seconden als enkel. In de finale had hij echter vijf van de vijf keer een tijd boven 9 seconden. Een voor velen vrij teleurstellend resultaat. Hij werd mede hierdoor 3de van de wereld in zijn eerste wereldkampioenschap. Dit was tevens de eerste keer in Zemdegs’ carrière dat hij niet eerste werd in een competitie in het 3x3x3-gedeelte. Naast dit behaalde hij zoals velen verwacht hadden wel een eerste plaats in zowel het 2x2x2 onderdeel als het 4x4x4 onderdeel alsook het 5x5x5 onderdeel en het 6x6x6 onderdeel, waarin hij in totaliteit 6 wereldrecords verbrak en veruit uitblonk als de allerbeste. De overige onderdelen waarvoor Zemdegs zich ingeschreven had waren zijn prestaties wisselend. Hij bereikte in deze overige onderdelen 10 finales, waaronder één gecombineerd was. In deze finales en andere rondes behaalde hij geen merkwaardige resultaten, althans naar zijn maatstaven.

### World Rubik's Cube Championship 2013
Bij aanvang van Zemdegs’ tweede wereldkampioenschap, te Las Vegas, Nevada, was hij zoals vorige keer topfavoriet. Dit keer waren er tweemaal zo veel inschrijvingen als de keer voordien. Dit keer was zijn 3x3x3 campagne geslaagd; hij werd voor het eerst in zijn carrière wereldkampioen. In het 4x4x4 onderdeel behield hij zijn titel. In zijn, volgens velen, meest belovende onderdeel: 5x5x5, verloor hij zijn titel, hij werd 2de en stond zijn plaats af aan Kevin Hays, een opkomende speedcuber die doorheen zijn carrière heel goed scoorde in grote kubussen. Twee jaar geleden behaalde Zemdegs een eerste plaats bij 6x6x6, dit keer behaalde hij zelfs de top drie niet. Hij werd, na een fenomenale start, 4de, op twee seconden van de top drie. De eerste plaats, die Kevin Hays nogmaals behaalde, was al zeker niet van hem. Hij was er namelijk 30 seconden van verwijderd; iets, voor Zemdegs, ongewoon. Het 3de en tevens ook laatste onderdeel dat hij dit kampioenschap won was 3x3x3 met één hand. Hij won dit met een kleine marge, namelijk acht honderdste seconden. Gedurende de gehele competitie behaalde Zemdegs geen enkel wereldrecord. Wel behaalde hij 11 continentale records, weliswaar niks nieuw voor Zemdegs, aangezien de tegenstand in Oceanië tot dan toe nog niet zo grootschalig was.

### World Rubik's Cube Championship 2015
In 2015 was het volgende wereldkampioenschap, dit keer in São Paulo, Brazilië, voor Zemdegs zijn meest succesvol wereldkampioenschap. Hij behaalde twee wereldrecords, beide in het 7x7x7 onderdeel. Ondanks de twee wereldrecords zat de winst er niet in voor Zemdegs. Kevin Hays won op 1 seconde van hem. Beide waren ze duidelijk de besten, de derde plaats zat op een verschil van meer dan 40 seconden. Echte tegenstand kregen Zemdegs en Hays niet, ook niet in het 6x6x6 onderdeel, waarin ze beide ongeveer dezelfde tijden behaalden, terwijl de derde beste ter wereld nogmaals 20 seconden boven hen zat. Helaas voor Zemdegs zat Hays met een wereldrecord in de finale toch nipt 2 seconden onder hem. Ook in 5x5x5 was de tweestrijd duidelijk te zien: beiden hadden een tijd vlak boven 50 seconden, terwijl de derde plaats zich 10 seconden boven hen bevond. Dit keer liep Zemdegs wel met de winst naar huis. Ook in 2x2x2 en 4x4x4 was er geen tegenstand te vinden, hij won ook dezen vlot. Een opkomende speedcuber met de naam Mats Valk kwam rond deze periode in de spotlight. Hij was degene en, volgens velen, de enige die Zemdegs eventueel kon verslaan. Dit echter zonder veel resultaat, aangezien Zemdegs geschiedenis schreef en bij deze de eerste speedcuber ooit werd die twee wereldkampioenschappen won. Tevens staat deze prestatie in de kubuswereld neergeschreven als de beste prestatie ooit. Hij won in de finale met exact één seconde van Mats Valk. Een, in het 3x3x3 evenement, gigantische overwinning. De laatste twee onderdeel waarin hij wedijverde waren megaminx en 3x3x3 OH (=met één hand). Tijdens de finale van megaminx begon Zemdegs sterk en sterker dan zijn rivalen. Echter was deze goede start van korte duur, aangezien zijn volgende 4 pogingen niet naar zijn gewenste waren. Hij eindigen tot slot met een gemiddelde één seconde boven Oscar Roth Andersen, de winnaar van dit onderdeel. Gelukkig ging het voor Zemdegs beter in zijn laatste onderdeel. In 3x3x3 met één hand was Zemdegs duidelijk de betere en nam hij voor de tweede keer op rij de titel mee naar huis. Gedurende dit kampioenschap heeft hij Brazilië alsook de rest van de wereld laten zien wie de allerbeste speedcuber tot dan toe was.

### World Rubik's Cube Championship 2017
Twee jaar later, twee jaar meer tijd voor Zemdegs om zichzelf te optimaliseren, twee jaar voor de rest van de wereld om Zemdegs te verslaan; het wereldkampioenschap 2017, Parijs, brak aan. Parijs was zeker niet Zemdegs’ kampioenschap voor een eerste plaats. Hij had maar 2 onderdelen waarin hij als eerste eindigde. In beide takken van de 3x3x3-kubus, namelijk 3x3x3 alsook 3x3x3 met één hand, wist Zemdegs geen winst te verkrijgen. In zijn hoofdonderdeel: 3x3x3, behaalde hij zelfs geen podiumplaats. Dit voor het eerst in zijn gehele carrière. In het éénhandig gedeelte kon hij zich nog wel zilver aanschaffen. Hij had drievoudig wereldkampioen 3x3x3 met één hand kunnen zien, indien zijn vanaf dan toe grootste rivaal er geen stokje voor had gestoken. Max Park, hij die Zemdegs titelplaats had veroverd behaalde een wereldrecord in die finale. Zemdegs zelf eindigde op anderhalve seconden van Park, iets wat normaliter in de andere richting enkel kan gebeuren. Sinds dit wereldkampioenschap nam Zemdegs’ regime af. Ook in het 4x4x4 onderdeel wist Zemdegs niet te winnen van Weyer en Wang. De dominantie van Hays en Zemdegs zette zich ook dit wereldkampioenschap verder, in 6x6x6 en 7x7x7 deelden ze de top 2, enerzijds won Zemdegs 7x7x7, anderzijds won Hays 6x6x6. In beide onderdelen hadden ze een relatief grote marge tussen de derde plaatsen. Het tweede onderdeel dat Zemdegs dit jaar won was 5x5x5. Hij won dit inmiddels voor de derde keer. Dit keer was het met minder marge dan afgelopen jaren: Seung Hyunk Nahm (남승혁) en Max Park waren beide nipt één seconde verwijderd van hem, met beide een continentaal record in de finale. Niet enkel zij, maar ook Zemdegs had enkele records behaald dit wereldkampioenschap. Welgeteld 6 wereldrecords, evenveel als in zijn topjaar, 2011. Tot slot werd hij in Parijs nogmaals tweede bij megaminx. 

### World Rubik's Cube Championship 2019
Iedereen verwachtte veel van Zemdegs, aangezien dit wereldkampioenschap in zijn thuisland was, meer bepaald zelfs zijn thuisstad, Melbourne. Omdat er enorm veel nieuw talent opkwam, was dit het laatste wereldkampioenschap waarin hij kans maakte te winnen, aldus professionals. Dit wereldkampioenschap was er veel te doen rond Max Park, degene die twee jaar voordien wereldkampioen werd en zich nu ook gespecialiseerd had in alle andere grotere kubussen. Omwille van deze gunstige commerciële omstandigheden wilde Netflix een documentaire maken over Zemdegs pad naar eventuele winst en zijn band met zijn rivaal Park, die naast het rivale beeld, goed bevriend is met Zemdegs. Deze rivaliteit met Park zorgde samen met de locatie en de documentaire uiteraard voor een grote druk op Zemdegs. Normaliter situeert het wereldkampioenschap zich rond het midden van de herfst. Dit jaar echter in juli, de winter in Australië. Doorheen de hele week van deze competitie behaalde Zemdegs geen enkel record. Ook behaalde hij noch goud noch zilver en noch brons in het 3x3x3 gedeelte. Ook op het 2x2x2 podium was Zemdegs niet te bemerken. 4x4x4 werd gedomineerd door Max Park, voor Zemdegs was er op het podium niet eens plaats. Ook 5x5x5, 6x6x6 en 7x7x7 waren allemaal voor Park. Slecht enkel bij 5x5x5, Zemdegs specialiteit doorheen en afgelopen 2 decennia, was er een podiumplaats voor Zemdegs ter beschikking. 3x3x3 met één hand, het evenement dat Zemdegs en Park twee jaar voordien domineerde, domineerde slecht één iemand. Park won ook dit en Zemdegs werd 6de. Van totale dominantie met zijn rivaal, naar niet eens de top 5 van de wereld. Megaminx was Zemdegs laatste hoop op roem. De voorbije jaren liet hij telkens zien dat hij het in zijn mars heeft te winnen, maar steeds slechts tweede wordt. Dit jaar werd hij zesde. Het gehele kampioenschap was rampzalig voor Zemdegs. Nadien brak hij zelfs in tranen uit.

### World Rubik's Cube Championship 2021
Twee jaar na de fatale ondergang van Zemdegs heerst COVID-19 al een tijd over de wereld. Deze pandemie was al gedeeltelijk onder controle. Velen hadden hierdoor de hoop dat het niet geannuleerd zou worden. 5 maanden alvorens de competitie van start zou gaan werd deze alsnog geannuleerd. Het kampioenschap zou normaliter plaatsgevonden hebben in Almere, Nederland.

## Feliks' 5x5x5 dominantie[6]

### Overzicht dominantie[7]
In 2011, Zemdegs behaalde als allereerste ooit een tijd onder één minuut. En dit maar liefst 5 keer op dezelfde dag op het wereldkampioenschap. In de finale verbrak hij onder meer ook het wereldrecord van het 5x5x5-gemiddelde en ook dit was de eerste keer dat iemand onder één minuut haalde als gemiddelde in de 5x5x5-categorie. Dit allemaal onder enorme druk op zijn eerste wereldkampioenschap. Hij stond dan ook na deze competitie met bijna 10 seconden voor op de nummer twee ter wereld in de 5x5x5-gemiddelde-categorie. Hij behield deze gigantische overheersing, totdat in 2017 Max Park eindelijk in de buurt kwam van hem. Hij stond dus 6 jaar ver boven de rest en had in die 6 jaar welgeteld 35 wereldrecords neergezet in de 5x5x5-categorie alleen al.

### Begin dominantie: 2011
Het begin van Feliks' legendarische 5x5x5-dominantie dateert uit 2011. In dit jaar verbaasde hij iedereen tijdens het wereldkampioenschap in Bangkok, toen hij niet enkel het 5x5x5-enkel wereldrecord verbrak, maar ook 5x5x5-gemiddelde wereldrecord. In de eerste ronde van het wereldkampioenschap waren zijn eerste 4 (van de 5) tijden zoals gewoonlijk: uitzonderlijk goed en net boven één minuut. Maar bij zijn vijfde poging, tevens ook laatste poging van de eerste ronde, verbrak hij zijn eigen wereldrecord en verbrak hij ook als eerste ooit de één minuut-barrière, hij behaalde namelijk een tijd van 59,27 seconden. In de tweede ronde overschreed hij nogmaals de één minuut-barrière, en dit in zijn eerste poging die ronde. Hij had dus twee keer op rij onder één minuut behaald. Dit was voor die tijd zeer uitzonderlijk. In de tweede ronde verbrak hij ook nog zijn eigen record van het 5x5x5-gemiddelde: hij behaalde namelijk 1:04,08, hij verbrak zijn eigen record met 18 honderdste seconden. De daarop volgende ronde, de finale, was volgens hemzelf zeer zenuwslopend. Hij bevond zich als 16-jarige jongen tussen allemaal ervaren volwassen speedcubers en verbrak in zijn 5 laatste pogingen 2 keer het enkel-wereldrecord en het gemiddelde-wereldrecord, waarbij hij ook hier als eerste ooit de één minuut-barrière verbrak, hij loste de 5x5x5-kubus namelijk gemiddeld op in 59.94 seconden. De rest van het jaar hield hij zich in deze categorie koest en verbrak hij zijn eigen records niet meer.

### Midden in zijn dominantie: 2012-2015
In 2012 verbrak Zemdegs driemaal zijn eigen records in de 5x5x5-gemiddelde categorie, de eerste keer dit jaar was rond eind februari, toen hij zijn vorig record van 59,94 seconden met exact 2 seconden verbrak. Waarna hij datzelfde jaar zijn eigen records nog twee keer verbeterde, maar hij geraakte het gehele jaar niet voorbij de 57 seconden. Begin 2012 werd zijn enkel-record twee keer verbroken, door Yu Nakajima en Kristopher De Asis. Tegen het einde van het jaar wist hij zijn wereldrecord te heroveren en het uiteindelijk ook nog te verbeteren van 51,31 seconden naar 51,09 seconden. Het jaar daarop was qua 5x5x5-enkel niet het meest indrukwekkende jaar, maar in de gemiddelde-categorie van de 5x5x5 had hij het wereldrecord herleid naar dicht bij de 55 seconden. In 2014 was hij de eerste ooit met een gemiddelde onder 55 seconden en enkel onder de 50. Zijn 5x5x5-enkel was zeker voor die tijd mega indrukwekkend, aangezien zijn vorige slechts 50,50 seconden was en hij direct de sprong gemaakt had naar 48,42 seconden: meer dan twee volle seconden progressie. Een jaartje later in 2015 had hij het enkel-record nogmaals twee keer omlaag geholpen, de eerste keer naar 47,25 seconden tijdens het Chinees kampioenschap en de keer daarop naar 46,97, dit was volgens de heer Zemdegs zelf een zeker niet te onderschatten prestatie. Dat jaar bracht hij zijn gemiddelde-records ook nog naar 50,15 seconden. Het jaar voordien stond zijn wereldrecord slecht op 54,20 seconden. Hij had dit jaar 3 nieuwe wereldrecords op zijn naam gezet in deze categorie en een vooruitgang gemaakt van meer dan 4 seconden in één jaar.

### Feliks' laatste jaren aan de top: 2016-2017
In 2016 gebeurde er niets nieuws. Zemdegs ging de 50 seconden-barrière voorbij in zijn gemiddelde tijden op de 5x5x5. In de 5x5x5-enkel categorie overtrof hij dit jaar nogmaals 2 keer zijn eigen wereldrecords. Hij maakte een sprong van 2 seconden in het voorjaar en rond het midden van het jaar bracht hij zijn record naar 41,24 seconden door zichzelf nogmaals 3,5 seconden te verbeteren. In zijn laatste jaar aan de top zorgde Zemdegs nogmaals voor een ongekend grote vooruitgang in beide subcategorieën: enkel en gemiddeld. Dit jaar was het wereldkampioenschap in Parijs waarin hij zowel zijn enkel-record als zijn gemiddelde-record flink verbeterde. Hij verbrak zijn eigen gemiddelde-records dit jaar maar liefst 5 keer. De kubuswereld stapte het jaar in met een gemiddelde-record van 49,32 seconden en stapte het jaar weer uit met een record van 43,21. Meer dan 6 seconden verbetering was zelfs Feliks Zemdegs hiervoor nog nooit gelukt. Zijn enkel-records gingen er dit jaar zeker niet op achteruit en waren minstens even bewonderingswaardig als zijn gemiddelde-records van dat jaar, tijdens het wereldkampioenschap van dat jaar verbaasde hij iedereen met een tijd van 38,52 seconden. Niet enkel de eerste tijd onder 41 seconden, maar ook onder 40 én 39. Voor de heer Zemdegs zeker niet slecht om zijn jarenlange glorie mee af te sluiten. Want dit was dan ook het jaar dat na 6 jaar absolute heerschappij te hebben over de 5x5x5 kubus, iemand eindelijk in de buurt kwam van Feliks Zemdegs. Een jongen van 16 genaamd Max Park. Hij maakte het volgende jaar ook een eind aan Feliks' regime.

### Het einde van Feliks' dominantie: 2018
April 2018 behaalde Zemdegs zijn laatste wereldrecord van de 5x5x5. Hij was hierdoor de eerste die 38 seconden verbrak en dit was ook de laatste mijlpaal van zijn 5x5x5-carrière die hij behaald heeft. Er was ondertussen een nieuw talent in de spotlight verschenen: Max Park. Een 17-jarige Amerikaanse jongen die voor het eerst sinds augustus 2012 een wereldrecord behaalde in de 5x5x5-categorie buiten Feliks Zemdegs zelf. Zemdegs zijn records werden amper verbroken en tot midden 2023 staat Zemdegs nog steeds op de 5de plek met zijn in 2018 behaalde resultaat.